# Waki-Biki
Die Waki-Biki (jap. 脇引 oder  腋引) auch Waki-Date sind ein Teil der japanischen Samurai-Rüstung (Yoroi).

## Beschreibung
Die Waki-Biki sind Rüstungsteile, die zum Schutz der Achseln benutzt werden. Sie sind meist quadratisch- oder rechteckig geformt und im oberen Bereich u-förmig. Die Befestigung am Brustpanzer geschieht mit der Hilfe von Seidenschnüren. Die Waki-Biki bestehen in der Regel aus Stahl. Die Panzerung kann als Platten-, Ketten- oder Schuppenpanzerung ausgeführt sein. Die einzelnen Teile der Platten sind mit Seidenschnüren miteinander, beweglich verbunden. Eine andere Version, die auch als Waki-Biki bezeichnet wird, ist eine Art Jacke oder Weste, die ebenfalls mit den verschiedenen Panzerarten ausgestattet ist, und unter dem Brustpanzer (Do) getragen wird. Eine dritte Version ist eine Platte, die an der Öffnungsseite des Brustpanzers angebracht wird, um ein Öffnen des Panzers durch den Gegner zu erschweren.

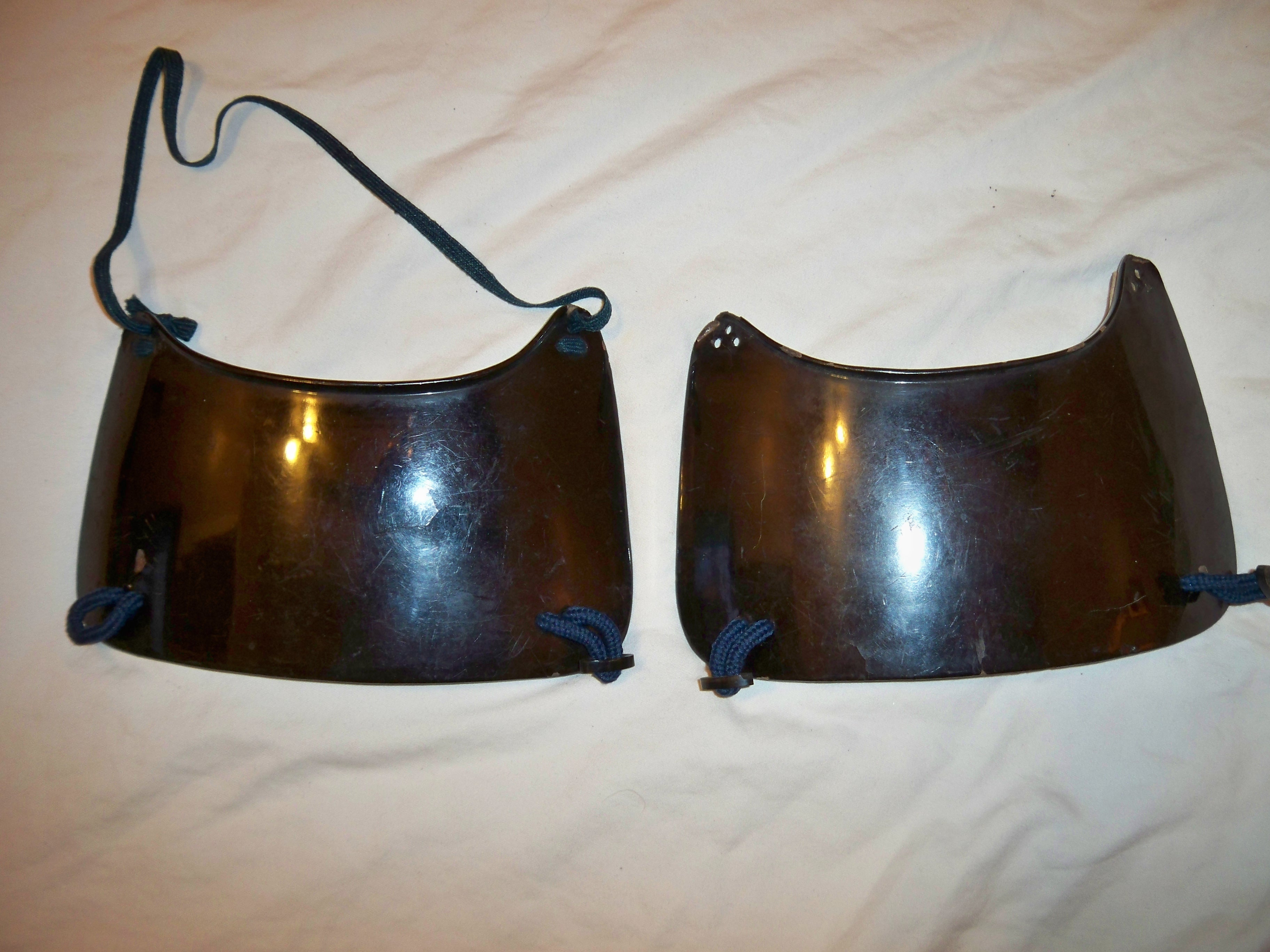
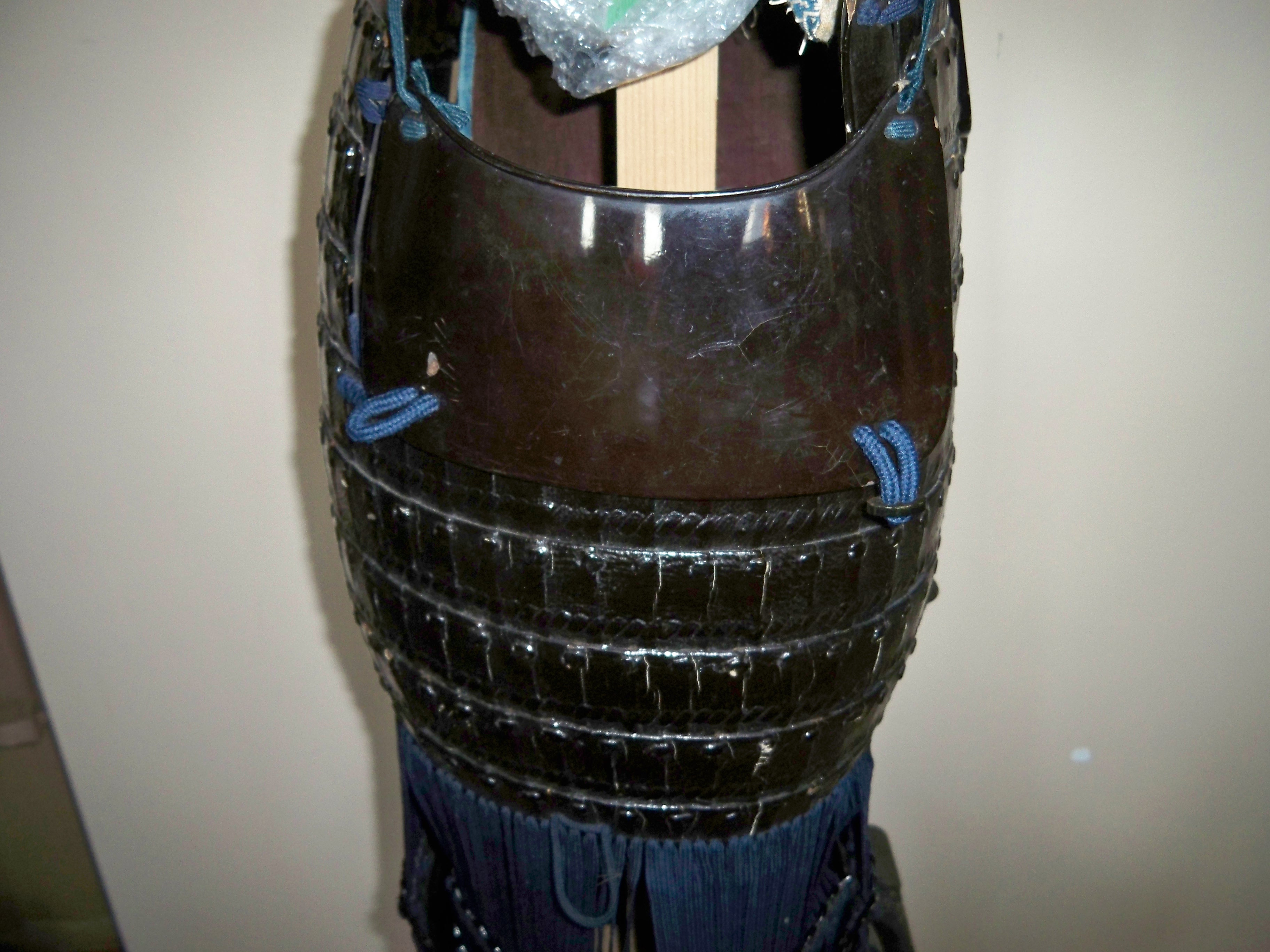
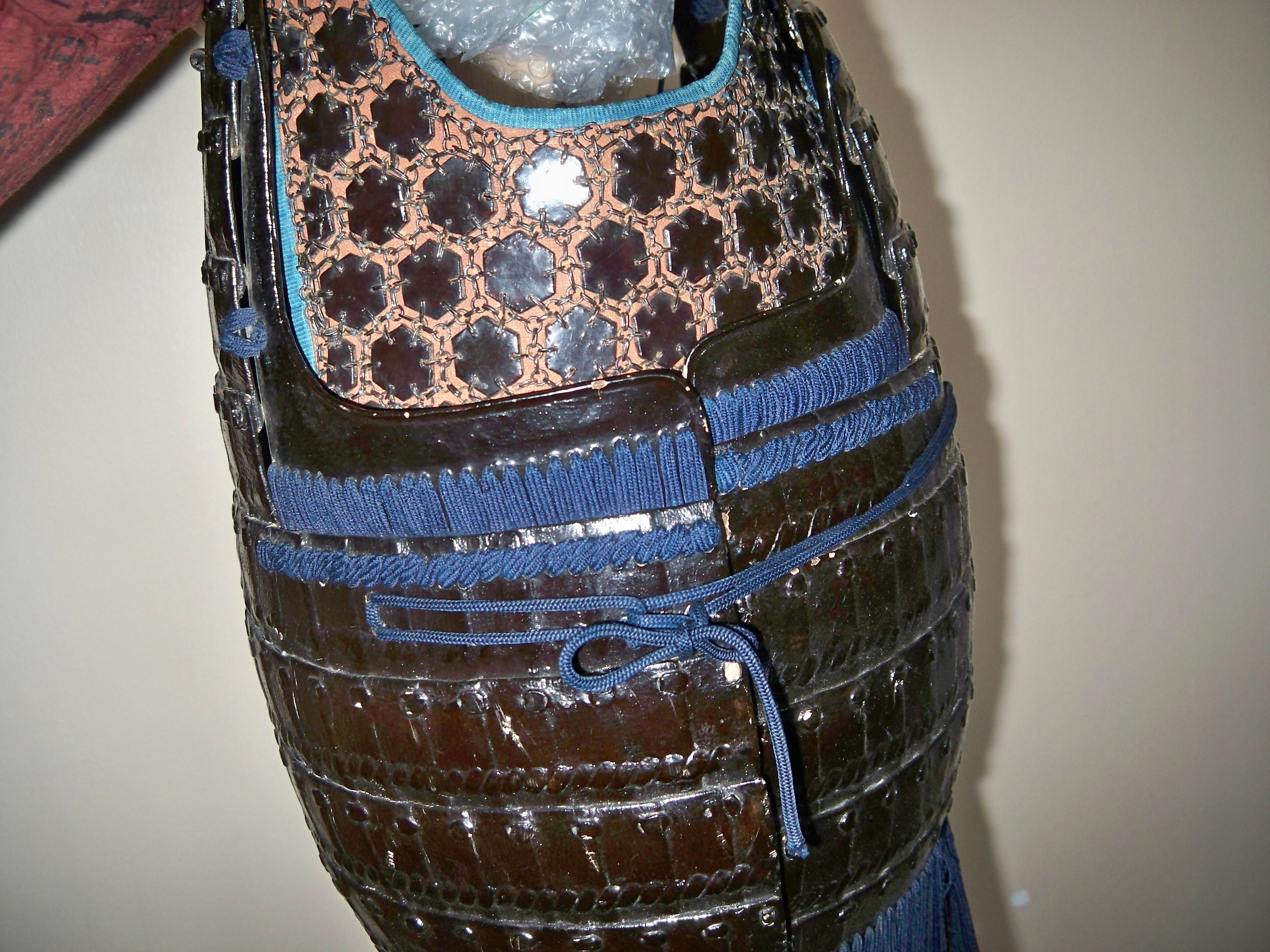